# Sida yunnanensis
Sida yunnanensis là một loài thực vật có hoa trong họ Cẩm quỳ. Loài này được S.Y. Hu miêu tả khoa học đầu tiên năm 1955.